# آوگوستوفکا (استان ساراتوف)
آوگوستوفکا (انگلیسی: Avgustovka, Saratov Oblast) یک شهرک در شهرستان نوواوزنسکی در استان ساراتوف کشور روسیه است.